# Hvidovre Idrætsforening
Hvidovre Idrætsforening (conosciuto anche con l'abbreviazione HIF o Hvidovre IF), è una società calcistica con sede a Hvidovre, in Danimarca. Fondata nel 1925, gioca nella 1. Division, la seconda divisione nazionale, e vanta 3 Campionati danesi e 1 coppa di Danimarca in bacheca, nonché 3 partecipazioni al massimo torneo calcistico continentale, la Coppa dei Campioni.

## Palmarès

### Competizioni nazionali
- Campionato danese: 3

1966, 1973, 1981
- Coppa di Danimarca: 1

1980
- 1. Division: 3

1964, 1986, 1995-1996
- 2. Division: 2

2012-2013, 2017-2018

### Altri piazzamenti
- Campionato danese:

Secondo posto: 1971
Terzo posto: 1970
- 1. Division:

Secondo posto: 2022-2023

## Hvidovre nelle Coppe europee

Un frangente della sfida di Coppa dei Campioni 1982-1983 tra e Hvidovre (3-3)

La squadra dello Hvidovre conta 7 partecipazioni alle coppe europee, di cui:
- 3 in Coppa dei Campioni
- 2 in Coppa delle Fiere
- 1 in Coppa UEFA
- 1 in Coppa delle Coppe

In 3 occasioni è riuscita a superare il turno, una volta anche a causa dell'abbandono degli avversari, i finlandesi dell'Helsingin Jalkapalloklubi, più conosciuti in Europa con il nome di HJK Helsinki. Tra i risultati da ricordare in queste partecipazioni, due pareggi imposti a grandi club come Real Madrid, un 2-2 nell'andata degli ottavi di Coppa dei Campioni 1967-1968, e Juventus, un 3-3 nel ritorno dei sedicesimi di Coppa dei Campioni 1982-1983.

## Rosa 2023-2024
Aggiornato al 8 novembre 2023
| N. |                               | Ruolo | Calciatore          |
| -- | ----------------------------- | ----- | ------------------- |
| 1  | Montenegro (bandiera)         | P     | Filip Đukić         |
| 2  | Danimarca (bandiera)          | D     | Daniel Stenderup    |
| 3  | Danimarca (bandiera)          | D     | Philip Rejnhold     |
| 4  | Danimarca (bandiera)          | C     | Matti Lund Nielsen  |
| 5  | Danimarca (bandiera)          | D     | Matti Olsen         |
| 6  | Danimarca (bandiera)          | C     | Jonas Gemmer        |
| 7  | Albania (bandiera)            | C     | Lirim Qamili        |
| 8  | Danimarca (bandiera)          | C     | Mathias Gehrt       |
| 9  | Danimarca (bandiera)          | A     | Tobias Thomsen      |
| 10 | Danimarca (bandiera)          | C     | Martin Spelmann     |
| 11 | Danimarca (bandiera)          | A     | Marcus Lindberg     |
| 12 | Danimarca (bandiera)          | D     | Magnus Lysholm      |
| 13 | Danimarca (bandiera)          | P     | Adrian Kappenberger |
| 14 | Danimarca (bandiera)          | C     | Christian Jakobsen  |
| 15 | Macedonia del Nord (bandiera) | C     | Ahmed Iljazovski    |

| N. |                      | Ruolo | Calciatore          |
| -- | -------------------- | ----- | ------------------- |
| 16 | Danimarca (bandiera) | C     | Jeffrey Adjei-Broni |
| 17 | Danimarca (bandiera) | C     | Marius Papuga       |
| 18 | Danimarca (bandiera) | C     | Mads Kaalund        |
| 19 | Danimarca (bandiera) | A     | Marco Ramkilde      |
| 20 | Fær Øer (bandiera)   | D     | Elias Rusborg       |
| 21 | Danimarca (bandiera) | A     | Morten Olsen        |
| 22 | Danimarca (bandiera) | C     | Andreas Smed        |
| 23 | Danimarca (bandiera) | D     | Nicolai Clausen     |
| 24 | Danimarca (bandiera) | A     | Simon Makienok      |
| 25 | Danimarca (bandiera) | D     | Malte Kiilerich     |
| 26 | Danimarca (bandiera) | D     | Marc Nielsen        |
| 27 | Danimarca (bandiera) | A     | Mathias Andreasen   |
| 28 | Danimarca (bandiera) | D     | Nicolai Geertsen    |
| 29 | Danimarca (bandiera) | P     | Anders Ravn Olsen   |
| 30 | Danimarca (bandiera) | C     | Magnus Fredslund    |